# مجرة من النوع cD

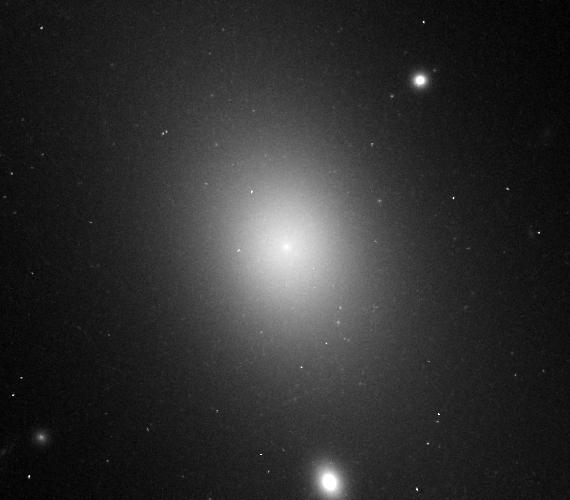
مجرة IC 1101

مجرة إهليلجية من النوع cD (بالإنجليزية: type-cD galaxy، وأيضًا cD-type galaxy أو  cD galaxy)‏ هو تصنيف تشكل المجرات، وهو نوع فرعي من المجرة الإهليلجية العملاقة من النوع D. حيث تتميز بهالة كبيرة من النجوم، ويمكن العثور عليها بالقرب من مراكز بعض العناقيد المجرية. وتعرف باسم المجرات الإهليلجية الفائقة العملقة أو المجرات المهيمنة المركزية.

## خصائص
مجرات CD تشبه المجرات العدسية (S0) أو المجرات الإهليلجية (E #)، ولكنها أكبر بكثير، حيث يتجاوز نصف قطرها مليون سنة ضوئية.
وكثيرا ما يستخدم القياس الخاطئ لمجرة «سي دي» للإشارة إلى «المجرة المهيمنة المركزية».
مجرات «سي دي» تعتبر في كثير من الأحيان أكبر المجرات ويعتقد حاليا أن مجرات «سي دي» هي نتيجة لاندماج المجرات.

## أمثلة
- NGC 1275[12]

- IC 1101، أكبر مجرة معروفة من حيث الحجم يقدر قطرها (بنحو 5.5 مليون سنة ضوئية).[13][14][15]

## أقرأ أيضا
- هالة المجرة
- قرص مجرة
- حوصلة مجرة
- إكليل مجرة